# Ebollizione

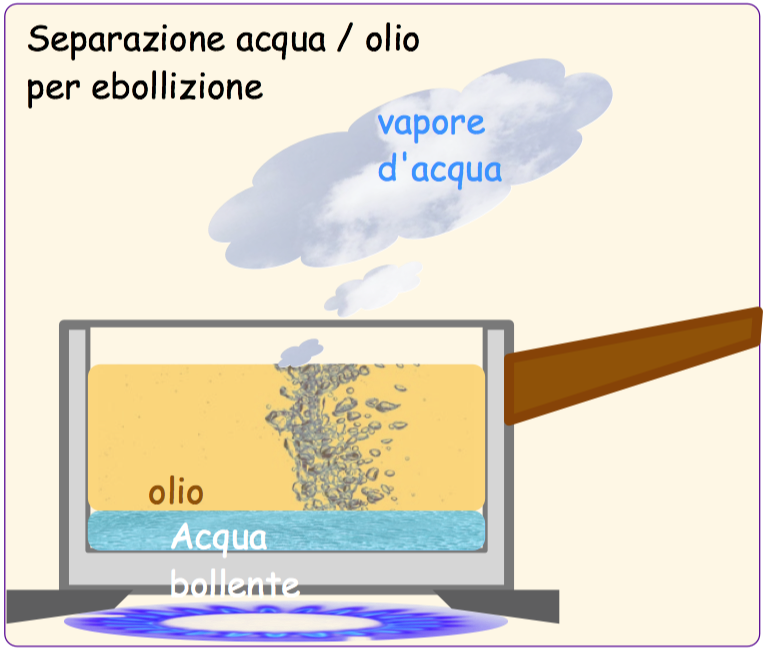
Separazione acqua/olio per ebollizione

L'ebollizione è il fenomeno fisico di vaporizzazione (cioè della trasformazione di un liquido in aeriforme) che coinvolge l'intera massa di un liquido attraverso la somministrazione di calore. Tale transizione di fase avviene in corrispondenza del punto di ebollizione, temperatura che per una data pressione rimane costante durante tutto il processo di ebollizione. Sotto questa temperatura la vaporizzazione si ha solo sulla superficie del liquido, e viene detta evaporazione.

## Caratteristiche

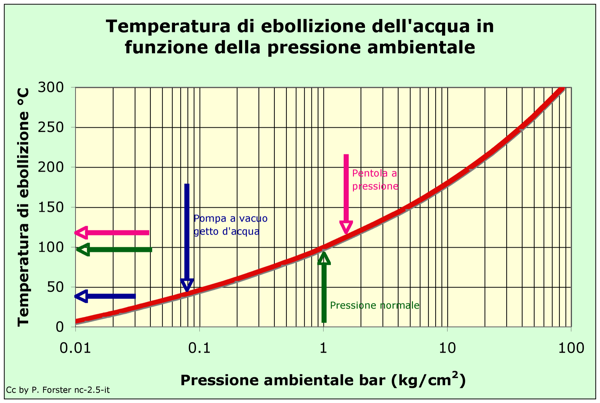
Temperatura di ebollizione dell'acqua in funzione della pressione ambientale

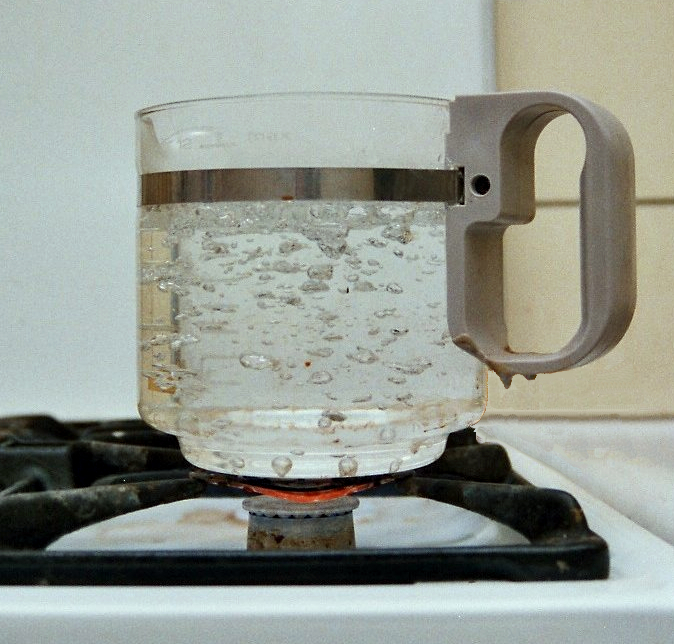
Acqua in ebollizione. A differenza della semplice evaporazione, tutta la massa di liquido è coinvolta nel processo.

L'aeriforme che si forma durante l'ebollizione si addensa in ammassi detti "bolle", da cui il nome del fenomeno.
Le bolle aeriformi costituiscono la fase dispersa, mentre il liquido circostante è detto fase continua.
L'ebollizione si verifica solo allo stato liquido e quando la tensione di vapore del liquido eguaglia la pressione atmosferica (o più in generale quella dell'ambiente circostante).
Poiché la tensione di vapore non è mai nulla, abbassando sufficientemente la pressione si può provocare l'ebollizione a temperature anche vicine al punto di congelamento (per questo motivo, nello spazio esterno alla Terra non esistono corpi liquidi, se non racchiusi in atmosfere che esercitino una sufficiente pressione gravitazionale).
Viceversa, alzando la pressione a temperatura costante si interrompe l'ebollizione.
All'aumentare della temperatura, dato che la tensione di vapore aumenta, si ha che, a parità di pressione, scaldando un liquido non in ebollizione lo si porta in ebollizione, mentre viceversa raffreddando un liquido in ebollizione, l'ebollizione cessa. Tuttavia, continuando a scaldare un liquido già in ebollizione, se si mantiene costante la pressione, la temperatura non aumenta, in quanto tutto il calore somministrato viene assorbito dal fenomeno dell'ebollizione (calore latente).

### Punto di ebollizione
La temperatura di ebollizione a una data pressione è una caratteristica di una sostanza pura o miscuglio, detta "punto di ebollizione", determinata dai valori di temperatura e pressione in cui coesistono le fasi liquida e aeriforme.

### Innalzamento ebullioscopico
Il punto di ebollizione varia in presenza di sostanze disciolti nel liquido in esame (ossia di un soluto).
La differenza tra il punto di ebollizione di una soluzione contenente appunto un soluto e quello del composto solvente puro è detta innalzamento ebullioscopico (di solito indicata con la sigla BPE, sigla inglese di Boiling Point Elevation).
L'innalzamento ebullioscopico è in proporzionalità diretta con molalità della soluzione per mezzo di una costante caratteristica di ogni solvente (è una proprietà colligativa).

## Cottura dei cibi
La bollitura o lessatura è il metodo di cottura degli alimenti in acqua bollente o altri liquidi a base d'acqua come brodo o latte. È il metodo di cottura più diffuso per la pasta, ma è usato anche per verdure, carne o pesce. La pressione o un cambiamento nella composizione del liquido possono alterare il punto di ebollizione, che per l'acqua al livello del mare è fissato a 100 °C. Ad esempio, aumentando la pressione interna, come in una pentola a pressione, la temperatura del contenuto aumenta al di sopra del punto di ebollizione.